# Heteroceridae
Heteroceridae MacLeay, 1825 è una famiglia di coleotteri della superfamiglia Byrrhoidea.
La famiglia è presente in tutti i continenti eccetto l'Antartide e comprende circa 300 specie.

## Tassonomia
Comprende due sottofamiglie:
- Elythomerinae Pacheco, 1964
- Heterocerinae MacLeay, 1825